# Världsmästerskapet i schack 1921
Världsmästerskapet i schack 1921 var en titelmatch mellan den regerande världsmästaren Emanuel Lasker och utmanaren José Raúl Capablanca. Den spelades i Havanna mellan den 18 mars och 28 april 1921. Matchen skulle spelas som bäst av 24 partier men efter 14 partier vid ställningen 9–5 till Capablanca gav Lasker upp matchen. Capablanca blev därmed ny världsmästare, den tredje i ordningen.

## Bakgrund
På grund av första världskriget hade ingen VM-match spelats sen 1910.
Capablanca hade kommit fram som ett underbarn på Kuba och vunnit en match stort mot Frank Marshall i USA.
1911 gjorde han sin europeiska debut, 22 år gammal, i storturneringen i San Sebastian som han vann överraskande före hela världseliten (förutom Lasker).
Senare samma år utmanade han Lasker om VM-titeln. 
Lasker föreslog ett antal villkor för matchen, bland annat att en spelare måste ha två poäng mer för att vinna matchen. Capablanca, och många andra, tyckte att villkoren var orimliga och förhandlingarna rann ut i sanden. 
1912 utmanades Lasker i stället av Akiba Rubinstein. De kom överens om att spela an match 1914 men på grund av krigsutbrottet blev den aldrig av.
Efter kriget var Capablanca den naturliga utmanaren och förhandlingar återupptogs i januari 1920. Lasker och Capablanca kom överens om att spela en match 1921.
I juni 1920 avsade sig Lasker överraskande VM-titeln och hävdade att Capablanca nu var världsmästare. Lasker var besviken på bristen på entusiasm för matchen och sa att han inte ville lägga nio månader av sitt liv på matchen.
Capablanca ville inte vinna titeln på det här sättet utan tog båten till Europa för att övertala Lasker att ställa upp. I augusti 1920 kom spelarna överens om att spela matchen i Capablancas hemstad Havanna som hade garanterat en prissumma på 20 000 dollar. Lasker fortsatte att hävda att Capablanca var mästare och han själv utmanare men få andra såg det på det sättet.

## Regler
Matchen spelades som bäst av 24 partier eller först till 8 vunna partier.
Man spelade fem dagar per vecka, fyra timmar varje dag. Betänketiden var 15 drag per timme.

## Resultat
| Namn                 | Parti | Parti | Parti | Parti | Parti | Parti | Parti | Parti | Parti | Parti | Parti | Parti | Parti | Parti | Poäng |
| Namn                 | 1     | 2     | 3     | 4     | 5     | 6     | 7     | 8     | 9     | 10    | 11    | 12    | 13    | 14    | Poäng |
| -------------------- | ----- | ----- | ----- | ----- | ----- | ----- | ----- | ----- | ----- | ----- | ----- | ----- | ----- | ----- | ----- |
| Emanuel Lasker       | ½     | ½     | ½     | ½     | 0     | ½     | ½     | ½     | ½     | 0     | 0     | ½     | ½     | 0     | 5     |
| José Raúl Capablanca | ½     | ½     | ½     | ½     | 1     | ½     | ½     | ½     | ½     | 1     | 1     | ½     | ½     | 1     | 9     |